# Камарильо (Калифорния)
Камарильо (на английски: Camarillo, на испански се произнася „Камарийо“) е град в окръг Вентура в щата Калифорния, САЩ. Камарийо е с население от 64 034 жители (оценка, 1.I.2006 г.) и обща площ от 49,10 км² (19 мили²). Магистрала Вентура (магистрала 101) е основният път в града.